# Чуруг
Чуруг је насеље у Бачкој, у северном делу Шајкашке, у општини Жабаљ, на десној обали реке Тисе, на прузи Бечеј - Нови Сад. Према попису из 2022. било је 7.238 становника.
Овде се налазе Ветрењача у Чуругу, Српска православна црква Вазнесења Господњег у Чуругу и археолошко налазиште Чуруг - Стари Виногради.

## Географија
Чуруг се својим северним делом наслања на Стару Тису (Мртва Тиса), што му даје специфичну лепоту. Преко пута се налази Бисерно острво.

## Историја
Археолошка ископавања око Чуруга показују да су људи овде непрекидно живели од неолита (Старчевачка култура). Само име насеља се помиње први пут 1238. године. Око 1440. године припадао је као посед деспоту Ђурђу Бранковићу. За време Турака припадао је Тителској нахији. Од 1669. године припадао је војној граници и имао око 80 граничара - шајкаша.
Поред пољопривреде, становници Чуруга су се бавили занатством и трговином. Као велико село Чуруг је међу првима имао своју школу, која је према подацима почела са радом 1730. године.
Прва православна црква у Чуругу постојала је 1742. године, а била је од плетера, посвећена празнику Вазнесењу Господњем. Када се број православних верника повећао, настала је потреба за већим храмом. Решено је 1773. године да се подигне нова, на једном углу између реке Тисе и рита. Заиста је иста саграђена је у тзв. Старом Чуругу 1774. године од цигле, а "троносао" исте године епископ бачки Арсеније Радивојевић. Та српска црква била је од стране Мађара 1849. године спаљена. У месту се 1830. године бавио бечкеречки иконописац Георгије Поповић, па је могуће да је радио иконе у цркви. Како је црква била на обали која се непрекидно обрушавала, па је остало до амбиса само 28 метара, одустало се од обнове изгореле светиње. Разматрана је могућност да се нови храм подигне на другом месту у селу, у његовом центру. Али није општина имала средстава да пре крене са изградњом. Скупљена је извесна сума па је септембра 1856. године одржана лицитација за градњу. Радови без два торња коштали су по предрачуну 44.247 ф. 57 крајцара сребра. Доградња два спољашња торња дозвољена је 1858. године, а вредност тих додатних радова износила је 7052 ф. 36 крајцара. Следеће 1857. године постављен је нови темељ, освећен на Благовестима. Црква је стављена под кров и као готова освећена 17/5. новембра 1861. године од стране проте жабаљског Максима Папића. „Троносање” је било од стране епископа бачког Платона Атанацковића, уз саслужење ковиљског архимандрита Исидора Коларовића на празник којем је и храм посвећен - Свето Вазнесење Господње 1862. године. Тако је 1862. године подигнута данашња црква, а иконостас је израдио сликар Ђорђе Крстић тек 1894. године. То је једна од најлепших српских цркава са највећим звоником на Балкану.
После грађанског рата 1848-1849. прављен је током јула 1850. године извештај о претрпљеној штети на црквама у Шајкашкој. У Чуругу је православни храм страдао од Мађара, па је та општина пријавила штету у износу од 17640 ф. 43 новчића. Међутим, Поверенство је понудило другачији, мањи износ: за црквене утвари добиле су све цркве по 810 ф., а за оправку и унутрашњи намештај цркве у Чуругу су определили само 6539 ф. 35 новчића, што укупно износи 7349 ф. 35 новчића. Толико је и Ратно министарство у Бечу одобрило. Црквена служба се између 1849-1852. године изводила у звонику старе цркве, који је доведен у стање да се може користити. Затим је богослужење извођено у згради - једној соби нове школе.
Број становника у Чуругу је током 19. века растао, а Срби православци доминирају.
Године 1880. било је у селу: 4961 Срба, 981 Мађара, 181 Немаца, 2 Словака, 5 Рутена, осталих 276, укупно - 6406 становника.
Године 1890. било је: 5867 Срба, 1544 Мађара, 323 Немаца, 9 Словака, 1 Рутен и осталих 29, што је укупно - 7773 житеља.
По православној парохијској статистици крајем 1891. године у месту је било: 5709 православаца са 1658 православних домова, два свештеника, 694 ученика у шест основних школа.
У Чуругу је 1885. године било доста ратара и занатлија који су прешли у назаренство. Имали су лепу своју богомољу. Тамошњи православни свештеници Урош Вучерић и Светозар Поповић нису се озбиљније бавили секташтвом у својим парохијама.
Чуруг је био и остао познат по ветрењачама. Данас је остала још једна „Рођина“ ветрењача (налази се на изласку из села према Бачком Градишту).
После Првог светског рата Чуруг постаје део Краљевине СХС (Дунавска бановина).
Пред почетак Другог светског рата Чуруг је имао око 10.000 становника (око 75% Срба, а од других националних заједница највише је било Мађара). Распадом Краљевине Југославије априла 1941. године, у Чуруг је ушла мађарска фашистичка војска. Окупаторска фашистичка војска уз сарадњу дела домаћих Мађара извршила је рацију за православни Божић 1942. године, када је у Чуругу побијено 893 људи (мушкараца, жена и деце), и бачено под лед Тисе.

## Познати Чуружани
- Анђелија Веснић — глумица
- др Јован Туцаков — академик, фармаколог
- др Лазар Пачу — државник и лекар, министар финансија у Влади Николе Пашића
- Петар Коњовић — композитор
- Милош Цветић — драмски писац и глумац
- Теодор Илић Чешљар — сликар
- Радивој Ћирпанов — Народни херој
- др Миленко Браца Берић — лекар, гинеколог
- патријарх српски Порфирије
- Епископ далматински Фотије
- Здравко Рајков — спортиста, фудбалер
- Данило Кекић — друштвено-политички радник, председник Председништва САП Војводине (1982-1983)
- Вукосава Јурковић — глумица, глумила у првом српском филму „Живот и дела бесмртног вожда Карађорђа”
- Лазар Лечић — академски сликар и иконописац

## Демографија
Према попису из 2002. Чуруг је имао 8882 становника (према попису из 1991. било је 8987 становника).
У насељу Чуруг живи 6846 пунолетних становника, а просечна старост становништва износи 38,7 година (37,4 код мушкараца и 40,0 код жена). У насељу има 2831 домаћинство, а просечан број чланова по домаћинству је 3,07.
Становништво Чуруга у великој већини чине Срби, којих има око 92% (према попису из 2002. године), а у последња три пописа, примећен је пад броја становника.
|  |

| Демографија | Демографија | Демографија |
| Година      | Становника  | Становника  |
| ----------- | ----------- | ----------- |
| 1948.       | 7.928       |             |
| 1953.       | 8.466       |             |
| 1961.       | 9.469       |             |
| 1971.       | 9.336       |             |
| 1981.       | 9.231       |             |
| 1991.       | 8.987       | 8.749       |
| 2002.       | 8.882       | 9.249       |
| 2011.       | 8.166       |             |
| 2022.       | 7.238       |             |

| Етнички састав према попису из 2002.‍ | Етнички састав према попису из 2002.‍ | Етнички састав према попису из 2002.‍ | Етнички састав према попису из 2002.‍ | Етнички састав према попису из 2002.‍ |
| ------------------------------------ | ------------------------------------ | ------------------------------------ | ------------------------------------ | ------------------------------------ |
|                                      |                                      |                                      |                                      |                                      |
| Срби                                 | Срби                                 |                                      | 8.200                                | 92,32%                               |
| Роми                                 | Роми                                 |                                      | 284                                  | 3,19%                                |
| Мађари                               | Мађари                               |                                      | 90                                   | 1,01%                                |
| Југословени                          | Југословени                          |                                      | 54                                   | 0,60%                                |
| Хрвати                               | Хрвати                               |                                      | 46                                   | 0,51%                                |
| Словаци                              | Словаци                              |                                      | 24                                   | 0,27%                                |
| Македонци                            | Македонци                            |                                      | 11                                   | 0,12%                                |
| Украјинци                            | Украјинци                            |                                      | 7                                    | 0,07%                                |
| Русини                               | Русини                               |                                      | 7                                    | 0,07%                                |
| Црногорци                            | Црногорци                            |                                      | 6                                    | 0,06%                                |
| Муслимани                            | Муслимани                            |                                      | 5                                    | 0,05%                                |
| Немци                                | Немци                                |                                      | 4                                    | 0,04%                                |
| Словенци                             | Словенци                             |                                      | 3                                    | 0,03%                                |
| Руси                                 | Руси                                 |                                      | 3                                    | 0,03%                                |
| Албанци                              | Албанци                              |                                      | 2                                    | 0,02%                                |
| Чеси                                 | Чеси                                 |                                      | 1                                    | 0,01%                                |
| Румуни                               | Румуни                               |                                      | 1                                    | 0,01%                                |
| Власи                                | Власи                                |                                      | 1                                    | 0,01%                                |
| Буњевци                              | Буњевци                              |                                      | 1                                    | 0,01%                                |
| непознато                            | непознато                            |                                      | 35                                   | 0,39%                                |

| \| \| м \| \| \| ж \| \| ? \| 18 \| \| \| 20 \| \| 80+ \| 59 \| \| \| 109 \| \| 75—79 \| 87 \| \| \| 165 \| \| 70—74 \| 193 \| \| \| 232 \| \| 65—69 \| 233 \| \| \| 310 \| \| 60—64 \| 259 \| \| \| 284 \| \| 55—59 \| 180 \| \| \| 235 \| \| 50—54 \| 306 \| \| \| 265 \| \| 45—49 \| 372 \| \| \| 310 \| \| 40—44 \| 354 \| \| \| 298 \| \| 35—39 \| 312 \| \| \| 297 \| \| 30—34 \| 310 \| \| \| 293 \| \| 25—29 \| 292 \| \| \| 267 \| \| 20—24 \| 270 \| \| \| 273 \| \| 15—19 \| 317 \| \| \| 274 \| \| 10—14 \| 318 \| \| \| 284 \| \| 5—9 \| 303 \| \| \| 266 \| \| 0—4 \| 252 \| \| \| 265 \| \| Просек : \| 37,4 \| \| \| 40,0 \| |      |  |  |      |
| |      |  |  |      |
| | м    |  |  | ж    |
| ? | 18   |  |  | 20   |
| 80+ | 59   |  |  | 109  |
| 75—79 | 87   |  |  | 165  |
| 70—74 | 193  |  |  | 232  |
| 65—69 | 233  |  |  | 310  |
| 60—64 | 259  |  |  | 284  |
| 55—59 | 180  |  |  | 235  |
| 50—54 | 306  |  |  | 265  |
| 45—49 | 372  |  |  | 310  |
| 40—44 | 354  |  |  | 298  |
| 35—39 | 312  |  |  | 297  |
| 30—34 | 310  |  |  | 293  |
| 25—29 | 292  |  |  | 267  |
| 20—24 | 270  |  |  | 273  |
| 15—19 | 317  |  |  | 274  |
| 10—14 | 318  |  |  | 284  |
| 5—9 | 303  |  |  | 266  |
| 0—4 | 252  |  |  | 265  |
| Просек : | 37,4 |  |  | 40,0 |

| Година пописа     | 1948. | 1953. | 1961. | 1971. | 1981. | 1991. | 2002. |
| ----------------- | ----- | ----- | ----- | ----- | ----- | ----- | ----- |
| Број домаћинстава | 2.322 | 2.471 | 2.743 | 2.768 | 2.915 | 2.785 | 2.831 |

| Број чланова      | 1   | 2   | 3   | 4   | 5   | 6   | 7  | 8  | 9 | 10 и више | Просек |
| ----------------- | --- | --- | --- | --- | --- | --- | -- | -- | - | --------- | ------ |
| Број домаћинстава | 528 | 701 | 486 | 614 | 275 | 158 | 47 | 14 | 3 | 5         | 3,07   |

| Пол    | Укупно | Неожењен/Неудата | Ожењен/Удата | Удовац/Удовица | Разведен/Разведена | Непознато |
| ------ | ------ | ---------------- | ------------ | -------------- | ------------------ | --------- |
| Мушки  | 3.562  | 1.163            | 2.140        | 151            | 105                | 3         |
| Женски | 3.632  | 715              | 2.154        | 617            | 144                | 2         |
| УКУПНО | 7.194  | 1.878            | 4.294        | 768            | 249                | 5         |

| Пол    | Укупно                    | Пољопривреда, лов и шумарство | Рибарство                            | Вађење руде и камена | Прерађивачка индустрија       |
| ------ | ------------------------- | ----------------------------- | ------------------------------------ | -------------------- | ----------------------------- |
| Мушки  | 1.951                     | 698                           | 3                                    | 7                    | 493                           |
| Женски | 919                       | 314                           | 0                                    | 2                    | 148                           |
| Укупно | 2.870                     | 1.012                         | 3                                    | 9                    | 641                           |
|        |                           |                               |                                      |                      |                               |
| Пол    | Производња и снабдевање   | Грађевинарство                | Трговина                             | Хотели и ресторани   | Саобраћај, складиштење и везе |
| Мушки  | 19                        | 166                           | 204                                  | 27                   | 122                           |
| Женски | 4                         | 7                             | 153                                  | 23                   | 18                            |
| Укупно | 23                        | 173                           | 357                                  | 50                   | 140                           |
|        |                           |                               |                                      |                      |                               |
| Пол    | Финансијско посредовање   | Некретнине                    | Државна управа и одбрана             | Образовање           | Здравствени и социјални рад   |
| Мушки  | 3                         | 28                            | 61                                   | 28                   | 32                            |
| Женски | 4                         | 23                            | 21                                   | 62                   | 112                           |
| Укупно | 7                         | 51                            | 82                                   | 90                   | 144                           |
|        |                           |                               |                                      |                      |                               |
| Пол    | Остале услужне активности | Приватна домаћинства          | Екстериторијалне организације и тела | Непознато            | Непознато                     |
| Мушки  | 25                        | 3                             | 0                                    | 32                   | 32                            |
| Женски | 12                        | 6                             | 0                                    | 10                   | 10                            |
| Укупно | 37                        | 9                             | 0                                    | 42                   | 42                            |